# Musée cantonal d'archéologie et d'histoire de Lausanne
Le musée cantonal d'archéologie et d'histoire de Lausanne est un musée de Suisse situé dans la ville vaudoise de Lausanne et consacré à l'archéologie et à l'histoire du canton.

## Histoire
Dès la naissance du Musée cantonal en 1818, les premiers objets à entrer dans les collections proviennent de l'archéologie et d'acquisitions d'objets variés. Ces deux axes de collecte se marquent dans la dénomination de l'institution, qui devient Musée des Antiquités en 1852, Musée archéologique en 1877, et Musée historique en 1908. Ce n'est qu'en 1955, sous l'impulsion de la conservatrice Anne-Lise Reinbold qu'il devient Musée cantonal d'archéologie et d'histoire.
En 1898, le canton de Vaud est pionnier dans l'adoption d'une Loi sur la conservation des monuments et des objets d'art ayant un intérêt historique ou artistique. L'un principaux instigateurs de ce texte est Albert Naef, nommé archéologue cantonal en 1899 et directeur du Musée en 1914. Dès 1912, avec l'entrée en vigueur du Code civil, qui attribue les découvertes archéologiques aux cantons, le Musée s'oriente davantage vers les collections provenant du sous-sol.
Les collections emménagent en 1906 au palais de Rumine, dès la fin de la construction de ce dernier. Après plusieurs renouvellements et remises à neuf, le musée a totalement repensé dès 1987 ses salles d'expositions permanentes qui ont été inaugurées progressivement entre 1997 et 2000. Ces expositions permanentes se divisent entre la salle « Frédéric Troyon » consacrée à la préhistoire, la salle « Albert Naef » consacrée à l'histoire du canton de Vaud de l'âge du fer à l'époque contemporaine.
Le musée propose également régulièrement des expositions temporaires présentant soit « des facettes particulières de ses collections, mal connues ou qui n'ont pas leur place dans l'exposition permanente », soit des découvertes récentes, comme en 2015, où le MCAH a coordonné avec le Château de La Sarraz une exposition temporaire intitulée « Les Helvètes au Mormont » consacrée au site du Mormont, découvert en 2006,.

## Collections
Le Musée cantonal d'archéologie et d'histoire possède plus de 100 000 objets dans ses collections, conservées au dépôt des biens culturels de Lucens. Ces objets couvrent toutes les périodes historiques, allant des habitats lacustres des lacs Léman, de Neuchâtel et de Morat, au haut Moyen Âge.
Le musée offre également plusieurs animations pédagogiques réservées aux écoliers, parmi lesquelles la réalisation de peintures rupestres, la fabrication manuelle de pain ou encore le polissage d'une pierre.

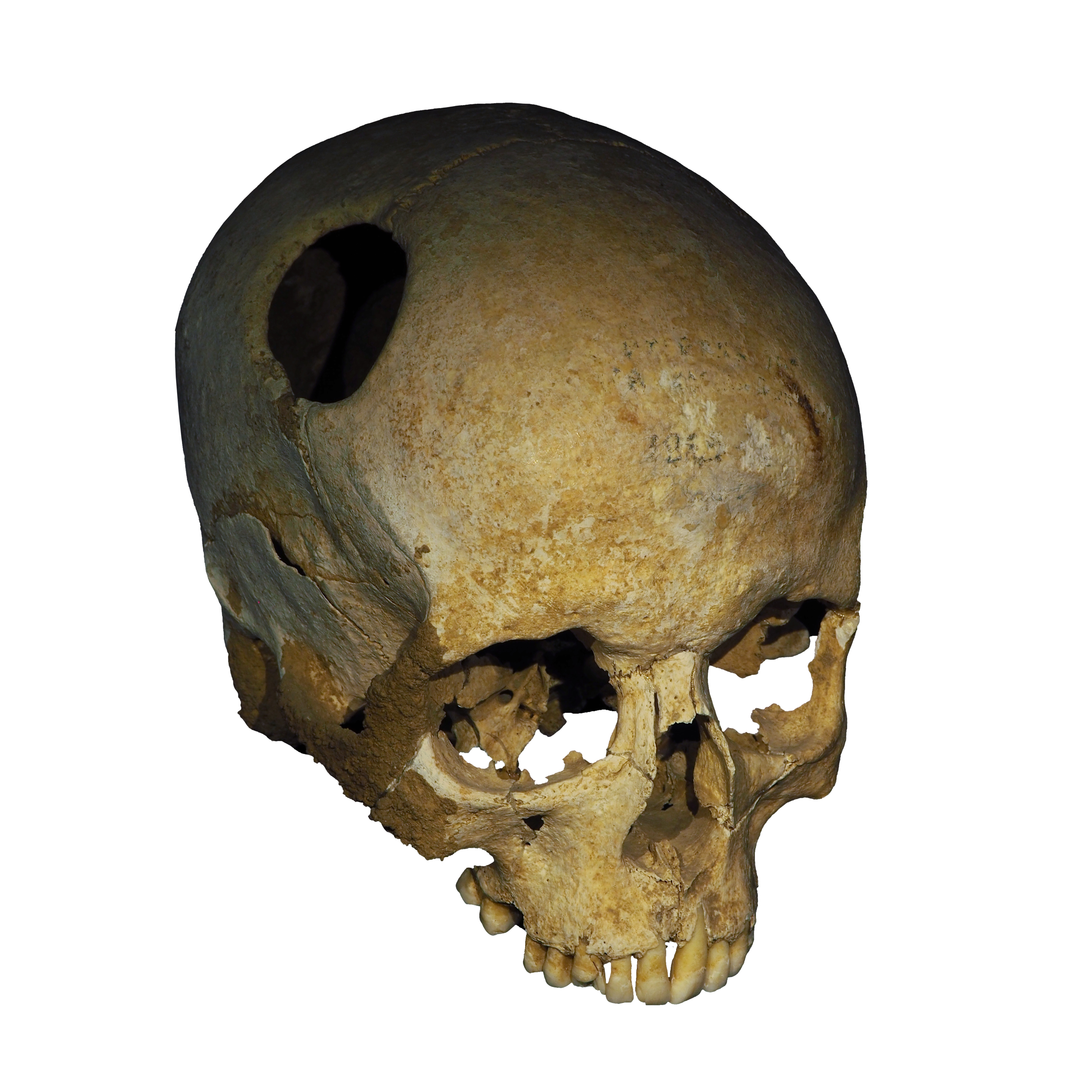
Crâne de femme trépanée vers 3500 av. J.-C., découvert à Corseaux, Canton de Vaud.
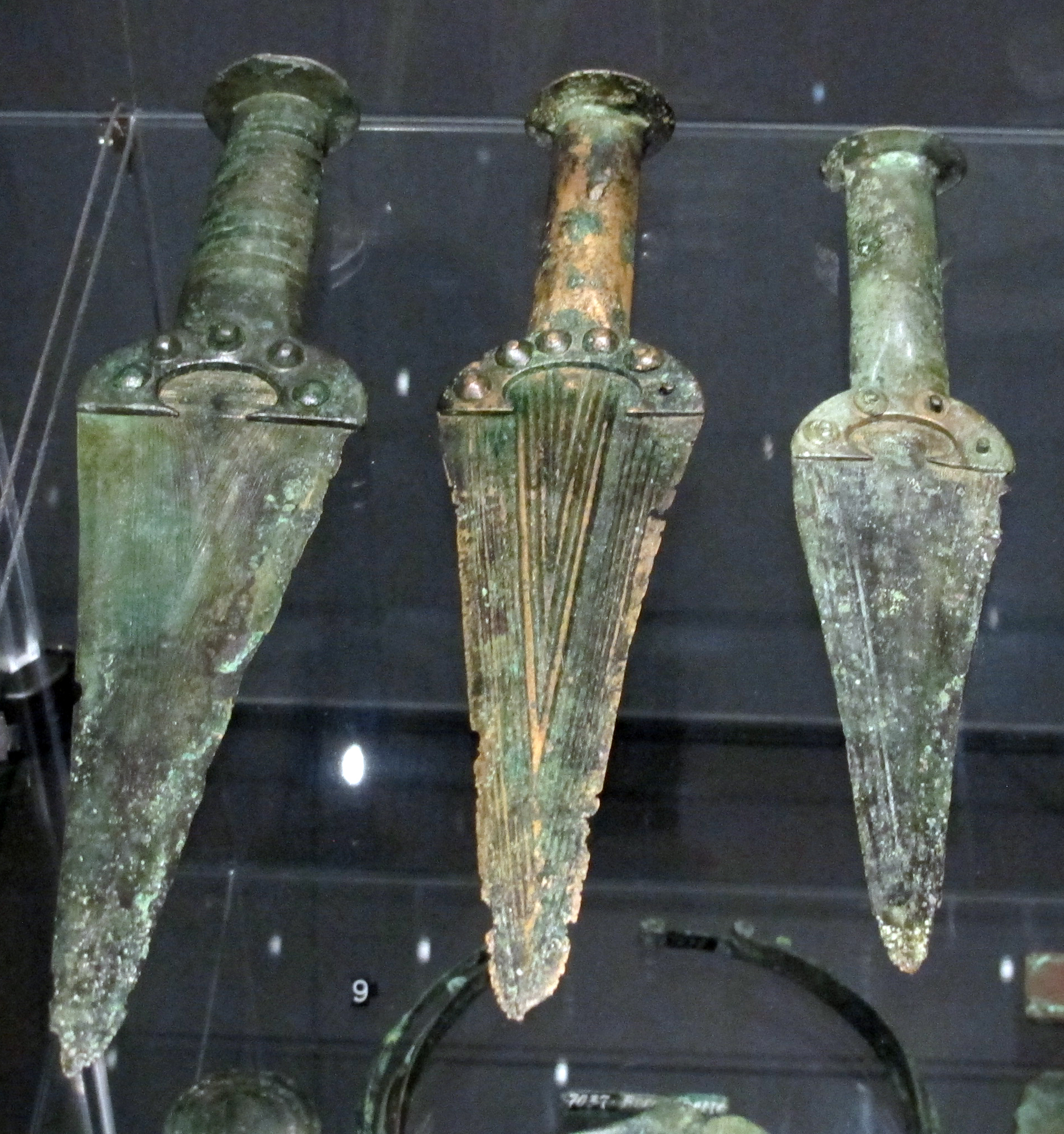
Poignards en bronze, période : vers 2200-1600 av. J.-C.
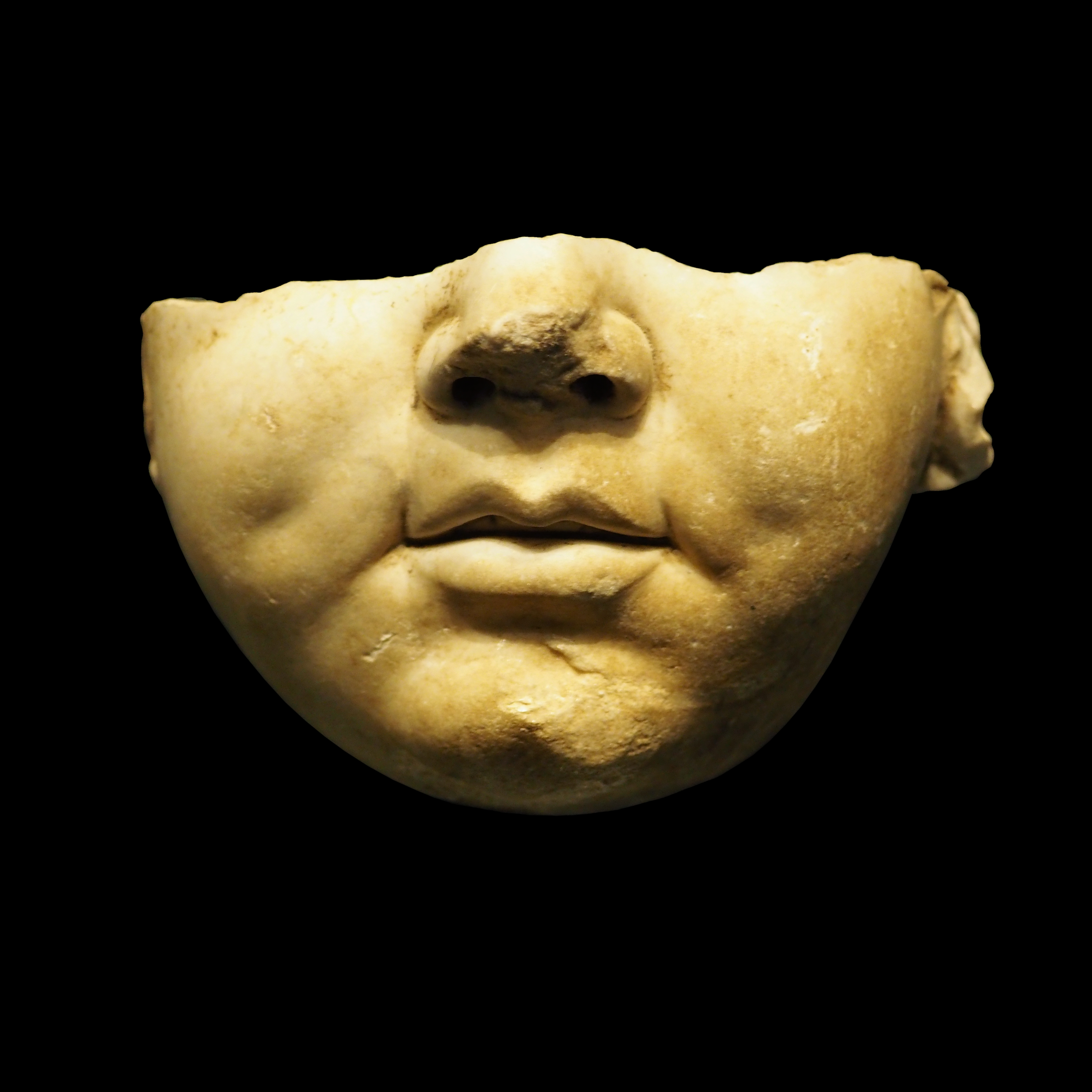
Fragment de statue de Cupidon, marbre, IVe siècle av. J.-C.
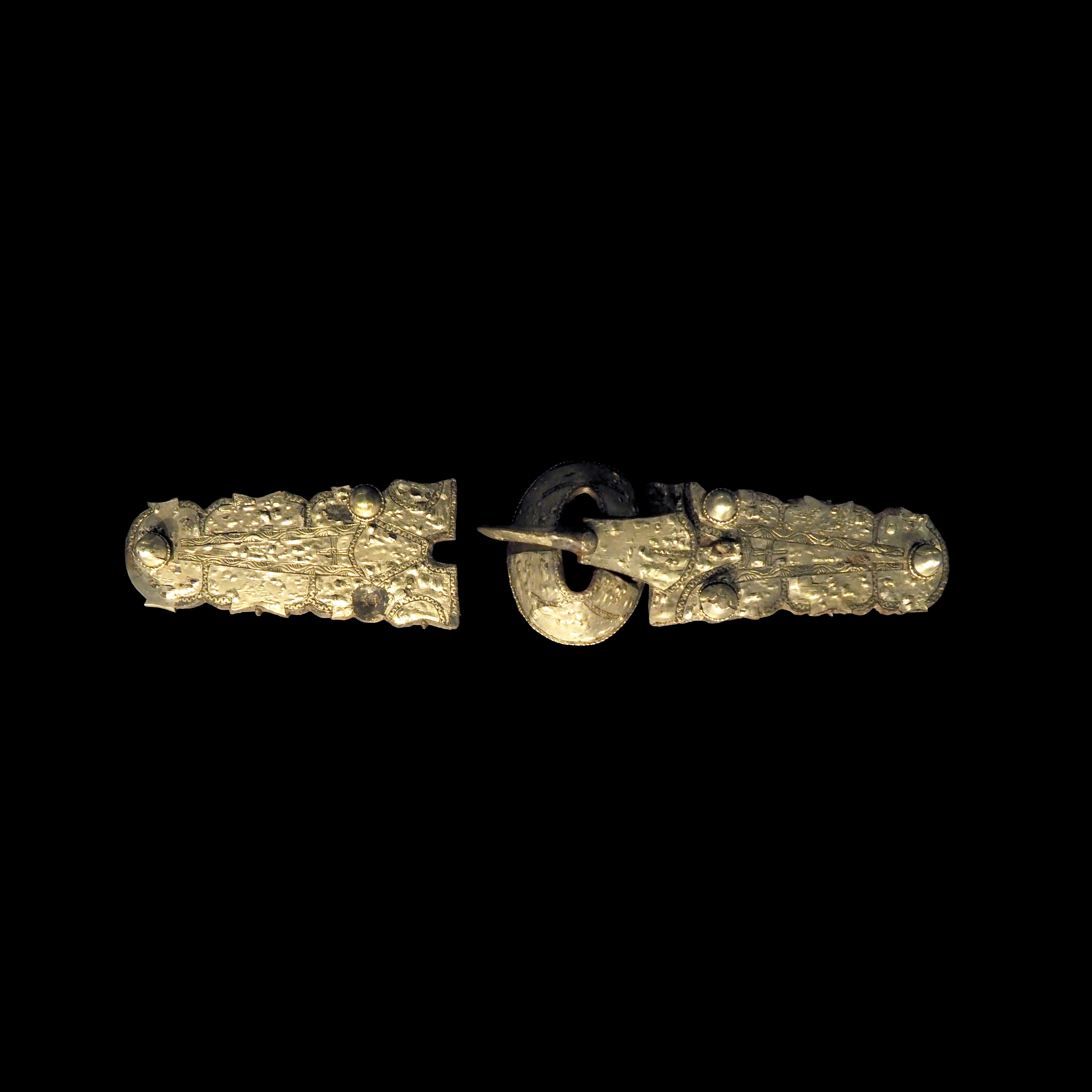
Boucle de ceinture Ve – VIIe siècle.
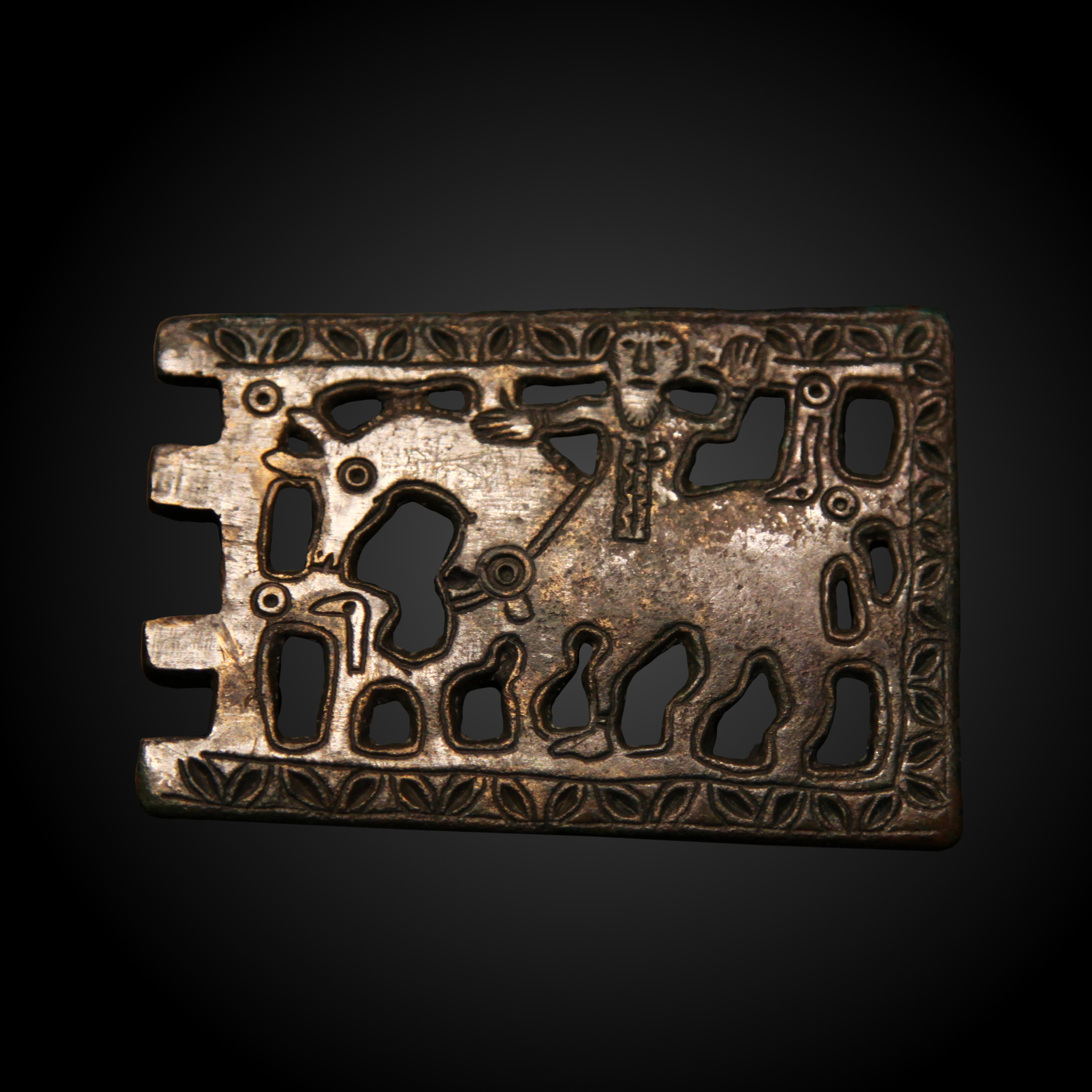
Boucle de ceinture (thème chrétien) en bronze, avant le VIIe siècle.
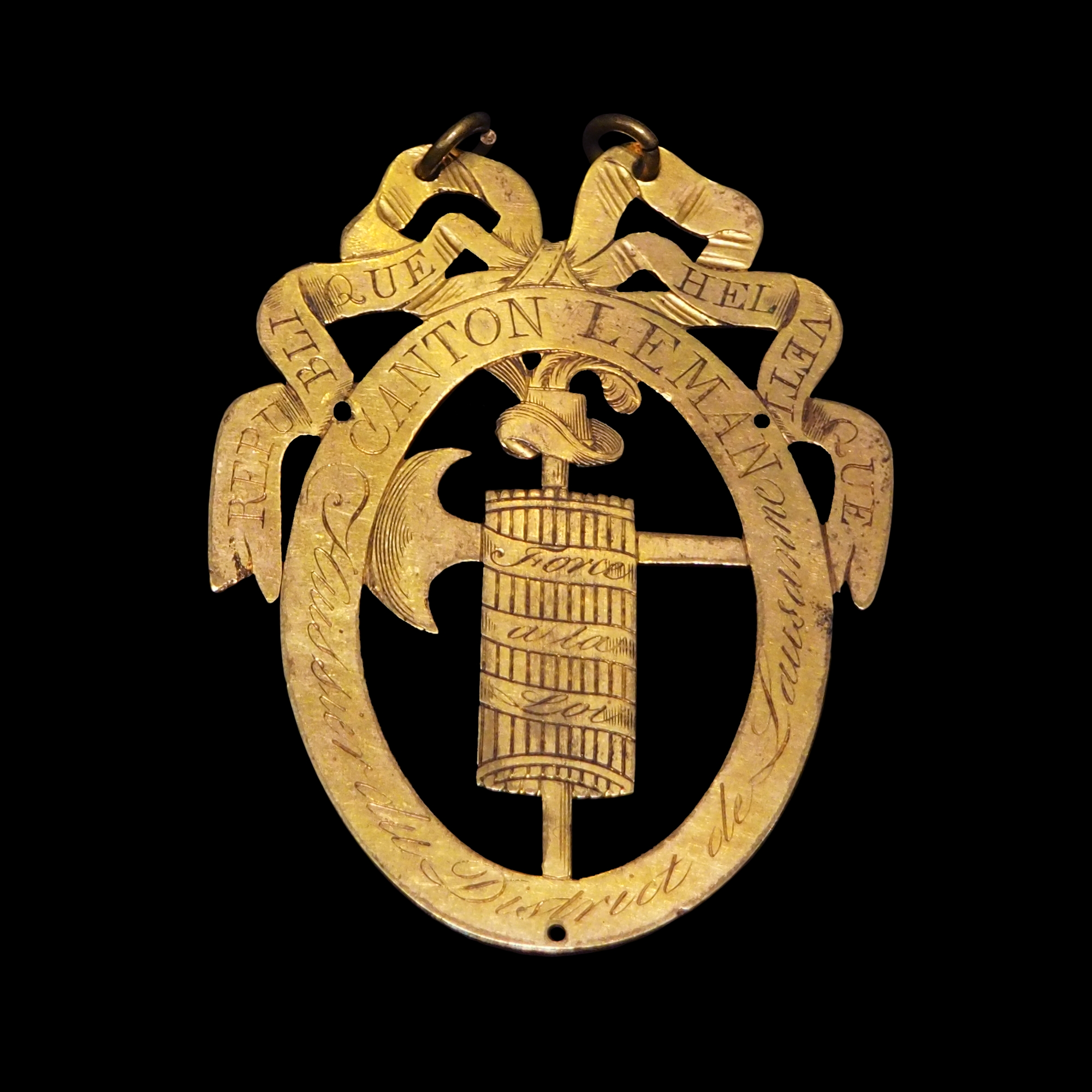
Insigne de la République Helvétique (1798-1803).

## Réseau muséal et institutionnel

### RéseauIron Age Europe
Le MCAH de Lausanne est rattaché au réseau Iron Age Europe. Ce-dernier, créé en 2011 à l'initiative du Musée et Parc archéologique du Laténium, à Hauterive (NE), est un partenariat international entre les institutions destinées à la recherche, à la préservation et à la valorisation de sites archéologiques comme de collections emblématiques de l’Europe de l’âge du Fer.
Outre Lausanne, ce réseau regroupe à ce jour les sites et les musées archéologiques suivant :
- Bibracte (Bourgogne, France)
- Ensérune (Béziers, France)
- Lattes (Montpellier, France)
- Munich (Bavière, Allemagne)
- Manching (Bavière, Allemagne)
- Francfort (Hesse, Allemagne)
- Laténium (Neuchâtel, Suisse)
- Ullastret (Catalogne, Espagne)
- Barcelone (Catalogne, Espagne)